# Janub Sina'
Janub Sina' (arabisk: جنوب سيناء ) er et guvernement beliggende  i den østlige del af Egypten. Området har 154.941
indbyggere på et areal af 1.442 km2. Den dækker den sydlige halvdel af Sinaihalvøen, derfor dens arabiske navn som betyder sydlige Sinai.
De vigtigste byer er:
- El-Tor som er administrationsby
- Dahab
- Sharm el-Sheikh

I området ligger også Sankt Katharinas Kloster der er på UNESCOs liste over verdenarven.

## Eksterne kilder og henvisninger
1. ↑  Areal og befolkning

- Wikimedia Commons har flere filer relateret til Janub Sina'

28°32′N 33°50′Ø / 28.533°N 33.833°Ø